# Balimela
Balimela é uma cidade e uma notified area committee no distrito de Malkangiri, no estado indiano de Orissa.

## Geografia
Balimela está localizada a 18° 15′ N, 82° 08′ L. Tem uma altitude média de 418  metros (1371  pés).

## Demografia
Segundo o censo de 2001, Balimela tinha uma população de 11,500 habitantes. Os indivíduos do sexo masculino constituem 52% da população e os do sexo feminino 48%. Balimela tem uma taxa de literacia de 57%, inferior à média nacional de 59.5%; com 60% para o sexo masculino e 40% para o sexo feminino. 13% da população está abaixo dos 6 anos de idade.